# I’m lovin’ it
I’m lovin’ it – międzynarodowe hasło reklamowe korporacji McDonald’s. Kierowane jest głównie do osób w wieku 15–24 lat. Hasło zostało stworzone przez Heye & Partner filię Mc Donald’sa w Unterhaching (Niemcy). I’m lovin’ it była pierwszą globalną kampanią reklamową – rozpoczęła się 2 września 2003 w Niemczech pod hasłem Ich liebe es. Angielski początek kampanii przypadł na 29 września 2003 z muzyką autorstwa Justina Timberlake’a. 
| Tytuł oryginalny                                                           | Język                | Tłumaczenie                                               | Hasło używane w |
| -------------------------------------------------------------------------- | -------------------- | --------------------------------------------------------- | --- |
| i'm lovin' it                                                              | angielski            | „Kocham to.”                                              | Austrii, Australii, Białorusi, Belgii, Bułgarii, Kanadzie, Czechach, Finlandii, Grecji, Hongkongu, Indiach, Indonezji, Irlandii, Izraelu, Japonii, Korei Południowej, Makau, Malezji, Malcie, Nowej Zelandii, Norwegii, Polsce, Portoryko, Rumunii, Serbii, Singapurze, Słowacji, Słowenii, Republice Południowej Afryki, Szwecji, Wielkiej Brytanii, Włoszech i USA |
| ich liebe es                                                               | niemiecki            | „Kocham to.”                                              | Niemczech, Danii, Szwajcarii, Holandii, Antylach Holenderskich, Arubie, Surinamie, Estonii, |
| أنا أحبه (ana uħibbuhu) jak również اكيد بحبه (akid behibuhu)              | arabski              | „Kocham to.”                                              | Arabskojęzyczne kraje na Bliskim Wschodzie |
| (chin. upr. 我就喜欢) (chin. trad. 我就喜歡) (hanyu pinyin: Wǒ jiù xǐhuān) | chiński              | „Po prostu lubię (to).”                                   | Chinach, Tajwanie |
| c'est tout ce que j'aime                                                   | francuski            | „To jest wszystko, co kocham.”                            | Francji, krajach francuskojęzycznych w Afryce Zachodniej |
| c'est ça que j'm                                                           | francuski kanadyjski | „To jest to, co kocham.” (j'm = j'aime)                   | Kanadzie |
| love ko 'to                                                                | filipiński           | „Kocham to.”                                              | Filipinach |
| me encanta                                                                 | hiszpański           | „Kocham to.” (lit. To oczarowuje mnie)                    | większości hiszpańskojęzycznych krajów w Ameryce Łacińskiej, USA i Portoryko |
| me encanta todo eso                                                        | hiszpański           | „Kocham to wszystko.” (lit. Wszystko to oczarowuje mnie.) | Chile |
| amo muito tudo isso                                                        | portugalski          | „Naprawdę kocham to wszystko”                             | Brazylii, Portugalii |
| işte bunu seviyorum                                                        | turecki              | „To jest to, co kocham.”                                  | Turcji |
| вот что я люблю                                                            | rosyjski             | „To jest to, co kocham.”                                  | Rosji |
| я це люблю                                                                 | ukraiński            | „Kocham to.”                                              | Ukrainie |
| man tas patīk                                                              | łotewski             | „Lubię to.”                                               | Łotwie (chociaż wersja angielska też jest używana) |
| Ja’ tyck’ om ä’                                                            | szwedzki             | „Lubię to.”                                               | Szwecji (Norrlandii) |
| Jeg elsker det                                                             | duński               | „Kocham to.”                                              | Danii |